# Bayernhafen Gruppe

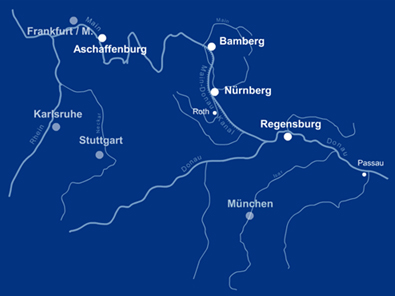
bayernhafen-Standorte

bayernhafen (Bayernhafen GmbH & Co. KG) ist ein Beteiligungsunternehmen des Freistaates Bayern und ist Eigentümer der Häfen in Aschaffenburg, Bamberg, Nürnberg, Roth, Regensburg und Passau. In Aschaffenburg, Bamberg, Regensburg und Passau ist die Bayernhafen GmbH & Co. KG auch Betreiberin der Häfen. Die Häfen in Nürnberg und Roth werden durch die Hafen Nürnberg-Roth GmbH betrieben, an der die Bayernhafen GmbH & Co. KG zu 80 Prozent beteiligt ist. In den Häfen der Gruppe werden jährlich rund 29 Millionen Tonnen Güter per Schiff, Eisenbahn und Lkw umgeschlagen.

## Geschichte
Das Königreich Bayern hat früh die Bedeutung einer funktionierenden Verkehrsinfrastruktur erkannt. So wurden an den wichtigsten Schnittstellen der Verkehrsträger auch Häfen errichtet. Bereits vor dem Ersten Weltkrieg entstanden die wegen ihrer Größenordnung damals viel beachteten bayerischen Häfen in Ludwigshafen am Rhein (vordem bayerisch), Regensburg, Passau und Aschaffenburg.
Durch die Verordnung vom 27. August 1925 wurden die Hafenämter in Ludwigshafen am Rhein, Aschaffenburg, Regensburg und Passau eingerichtet. Gemeinsam bildeten sie die „Landeshafenverwaltung“ in der Staatsbauverwaltung, die wiederum dem Bayerischen Staatsministerium des Innern unterstand. 1931 wurde das Hafenamt Passau aufgelöst und die Geschäftsaufgaben dem Hafenamt Regensburg zugewiesen.
Nach dem Zweiten Weltkrieg verlor Bayern mit seinen linksrheinischen Landesteilen auch die Häfen Ludwigshafen am Rhein, Speyer und Maximiliansau (Wörth am Rhein). In den Stammlanden blieben die Hafenämter Regensburg und Aschaffenburg mit den zugehörigen Häfen. 1958 wurde in Bamberg ein neuer bayerischer Landeshafen errichtet. Die Einweihung des Hafens fand am 25. September 1962 statt, gleichzeitig konnte der Abschluss des Mainausbaus gefeiert werden. Ein Paradigmenwechsel fand am 1. April 1953 statt. Die bis dahin noch als Einzelbetriebe kameralistisch verwalteten Hafenämter wurden zu einem kaufmännisch geführten Wirtschaftsbetrieb zusammengefasst. Am 11. August 1972 wurde der jüngste bayerische Landeshafen in Nürnberg eröffnet, zeitgleich wurde der Main-Donau-Kanal bis Nürnberg fertiggestellt. Der Betrieb des Hafens Nürnberg wurde zum 1. Januar 1995 auf die damals neu gegründete Hafen Nürnberg-Roth GmbH übertragen.
Am 1. Juni 2005 wurde die Bayerische Landeshafenverwaltung nach einem Kabinettsbeschluss aus dem Jahr 2004 in die Rechtsform GmbH & Co. KG umgewandelt.

## Unternehmensstruktur
Sitz des Unternehmens ist Regensburg. Geschäftszweck ist der Bau, Betrieb und die Verwaltung von Häfen. Zu bayernhafen gehören die sechs Standorte Aschaffenburg, Bamberg, Nürnberg, Roth, Regensburg und Passau. Der Freistaat Bayern ist alleiniger Gesellschafter der Bayernhafen GmbH & Co. KG.
Die Standorte Nürnberg und Roth werden von der Hafen Nürnberg-Roth GmbH betrieben, an der die Bayernhafen GmbH & Co. KG mit 80 %, die Stadt Nürnberg mit 19 % und die Stadt Roth mit 1 % beteiligt sind. Über die Hafen Nürnberg Roth GmbH ist die Unternehmensgruppe an der Betreibergesellschaft des Terminals für den Kombinierten Verkehr (KV) in Nürnberg – TriCon Container-Terminal Nürnberg GmbH – mit 25 % beteiligt. An der Betreibergesellschaft des KV-Terminals in Bamberg – baymodal Bamberg GmbH – hält die Unternehmensgruppe 74,9 % der Anteile.
Bayernhafen GmbH & Co. KG ist seit 2006 ein in Deutschland genehmigtes öffentliches Eisenbahnverkehrsunternehmen für Güterverkehr und Personenverkehr.
Die Gesamthafenfläche beträgt 800 Hektar. Rund 500 in den Hafengebieten ansässige Unternehmen beschäftigen ca. 12.000 Mitarbeiter. bayernhafen selbst beschäftigt über 200 Mitarbeiter.

## Geschäftszahlen

### Güterumschlag nach Verkehrsträgern
in tausend Tonnen
| Jahr | Schiff | Bahn  | Lkw    | Gesamt |
| ---- | ------ | ----- | ------ | ------ |
| 2005 | 5.734  | 2.592 | 14.635 | 22.961 |
| 2006 | 4.641  | 3.264 | 16.105 | 24.010 |
| 2007 | 4.240  | 4.816 | 17.331 | 26.387 |
| 2008 | 4.639  | 5.575 | 17.870 | 28.084 |
| 2009 | 3.924  | 5.381 | 16.239 | 25.544 |
| 2010 | 3.746  | 7.129 | 18.086 | 28.961 |
| 2011 | 3.526  | 7.095 | 19.209 | 29.830 |
| 2012 | 3.674  | 6.737 | 19.180 | 29.591 |
| 2013 | 3.628  | 6.106 | 20.239 | 29.973 |
| 2014 | 4.028  | 6.281 | 20.961 | 31.270 |
| 2015 | 3.438  | 6.273 | 21.020 | 30.731 |
| 2016 | 3.017  | 5.986 | 22.117 | 31.120 |

### Modal Split 2016
- Schiff: 9,7 %
- Bahn: 19,2 %
- Lkw: 71,1 %

### Intermodaler Umschlag 2013
unbegleiteter Kombinierter Verkehr (Container, Sattelauflieger und Wechselbrücken):
396.415 TEU
davon 1.146 TEU Schiff
und 395.269 TEU Bahn
begleiteter Kombinierter Verkehr („Rollende Landstraße“):
12.553 transportierte Lkw
10,4 Millionen Tonnen vom Gesamtumschlag wurden 2010 per Schiff und Bahn umgeschlagen. Dadurch wurde eine Verlagerung des Verkehrs weg von der Straße ermöglicht und ca. 433.773 Lkw-Fahrten wurden so eingespart.